# Eeva-Liisa Manner

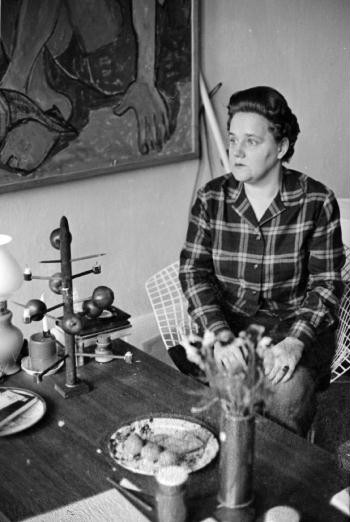
Eeva-Liisa Manner (1963)

Eeva-Liisa Manner (* 5. Dezember 1921 in Helsinki; † 7. Juli 1995 in Tampere) war eine finnische Dichterin und Übersetzerin. Sie ist eine der Pioniere des finnischen Modernismus der Nachkriegszeit.

## Leben
Manners Mutter starb einen Tag nach ihrer Geburt, ihr Vater verschwand zuvor. Sie wuchs darauf in Viipuri bei ihren streng religiösen Großeltern auf, die Schwester ihrer Großmutter stürzte in einen Brunnen und erfror und ihr geliebter Onkel, ein Pilot, verlor bei einem Flugzeugabsturz sein Leben. Während des Winterkrieges wurde Manner nach Helsinki evakuiert. Sie kehrte nie mehr nach Viipuri zurück. Manner lebte allein und zurückgezogen, bevorzugt in Hütten auf dem Land. Ein Kind aus einer kurzen Affäre mit einem schwedischen Bildhauer ließ sie auf Anraten der Ärzte abtreiben. Sie entwickelte leidenschaftliche Gefühle für ihre langjährige Freundin Anna-Liisa, eine Lehrerin, diese wurden jedoch nicht erwidert. In den 1960er und 1970er Jahren lebte sie oft längere Zeit in Churriana in Andalusien. Dort besaß sie ein einfaches Haus mit drei Zimmern. Später wurde dieses von einem Erdbeben zerstört. Sie interessierte sich sowohl für die Mythologie der Antike als auch für Psychologie und Philosophie.

## Werke
Manner hatte ihren Durchbruch mit ihrem Werk Tämä matka („Diese Reise“) im Jahr 1956. Das Buch Tämä matka trug entscheidend zur Etablierung der modernen Schreibweise und Lyrik in Finnland bei und war das erste modernistische Werk, das ein großes Publikum erreichte. Manner schrieb insgesamt mehrere Gedichtsammlungen, Schauspiele und Prosa, dazu hat sie als Übersetzerin gearbeitet. In ihrer Lyrik lebt ein sehr finnisches Naturbild, zu dessen äußerer Wirklichkeit Licht, Wasser und Wald gehören sowie die Tiere und Pflanzen in ihrer Weite und Einsamkeit Finnlands. Sie hat u. a. Werke von William Shakespeare, Lewis Carroll, Hermann Hesse, Franz Kafka ins Finnische übersetzt.

## Auszeichnungen
Manner erhielt für ihr umfassendes Werk als Autorin und Übersetzerin viele Auszeichnungen. Ihr wurde zum Beispiel sieben Mal der finnische Staatspreis, die bedeutendste literarische Auszeichnung des Landes, verliehen.

## Werke (Auswahl)
- Mustaa ja punaista (Schwarz und rot), Gedichte, 1944
- Kuin tuuli tai pilvi (Wie Wind oder Wolke), Gedichte, 1949
- Tyttö taivaan laiturilla, 1951
  - Das Mädchen auf der Himmelsbrücke, deutsch von Maximilian Murmann, Guggolz Verlag, Berlin 2022, ISBN 978-3-945370-36-0
- Die Welt ist eine Dichtung meiner Sinne, deutsch von Ingrid Schnellbach-Kopra und Stefan Moster, Heiderhoff Verlag, 1996 (die erste Übersetzung einer Gedichtsammlung von Eeva-Liisa Manner ins Deutsche)
- Poltettu oranssi, 1968
  - Verbranntes Orange, deutsch von Stefan Moster, Union des Théâtres de l'Europe 2003
- Im Nebel, in: Gedichte aus Finnland, Auswahl und Nachdichtung Dorothea Grünzweig, Märkischer Verlag, 2014, ISBN 978-3-931329-49-5[2]